# Афанасьев, Иван Иванович
Иван Иванович Афанасьев (20 января 1901, Устье, Санкт-Петербургская губерния — 8 октября 1952, Ленинград) — Герой Советского Союза, капитан лесовоза «Старый Большевик» (Мурманское морское пароходство).

## Биография
Родился 7 (20) января 1901 года в деревне Устье (ныне входит в состав города Сосновый Бор Ленинградской области) в семье рабочего. Русский. Окончил среднюю школу.
Во время Великой Отечественной войны капитан лесовоза «Старый Большевик», переоборудованного под грузовой теплоход. Предварительно взяв в Нью-Йорке более 4000 тонн военного груза, 28 мая 1942 года теплоход, гружённый военной техникой, боеприпасами, бензином и продовольствием, присоединился к союзному конвою PQ-16 из Рейкьявика (Исландия) в Мурманск. В пути караван судов был атакован вражескими самолётами и подводными лодками. Трижды благодаря его умелому командованию теплоход избежал торпедирования. Одна из бомб попала в корабль. Считая положение горящего судна безнадёжным, английское командование эскорта предложило экипажу покинуть его, но ни один из моряков не оставил корабль. Конвой ушёл, оставив горящий лесовоз. 8 часов шла упорнейшая борьба с огнём. Экипаж спас свой теплоход от огня, устранил повреждения и вовремя прибыл в Мурманск, доставив необходимые фронту военные грузы. В Кольском заливе израненный теплоход был встречен салютом боевых кораблей.
За мужество и героизм, проявленные при выполнении служебного долга, Ивану Ивановичу Афанасьеву 28 июня 1942 года присвоено звание Героя Советского Союза с вручением ордена Ленина и медали «Золотая Звезда» (№ 798).
После войны работал в Балтийском морском пароходстве капитаном теплохода «Маршал Говоров».
Жил в Ленинграде. Умер 8 октября 1952 года. Похоронен в Санкт-Петербурге на Серафимовском кладбище (Коммунистическая площадка).
Награждён 2 орденами Ленина (28 июня 1942; 29 марта 1952), орденом Красного Знамени (4 июня 1942), Трудового Красного Знамени (10 августа 1945), медалями, английским орденом Британской Империи.
Имя героя носит улица в городе Сосновый Бор Ленинградской области, школа-интернат в Санкт-Петербурге, спасательное судно Мурманского морского пароходства и универсальный сухогруз проекта RSD 44 «Капитан Афанасьев».